# Акри (Козенца)
Акри (итал. Acri) је насеље у Италији у округу Козенца, региону Калабрија.
Према процени из 2011. у насељу је живело 9862 становника. Насеље се налази на надморској висини од 721 м.

## Становништво
Према резултатима пописа становништва 2011. у општини је живело 21.458 становника.
| 1931.  | 1936.  | 1951.  | 1961.  | 1971.  | 1981.  | 1991.  | 2001.  | 2011.  |
| ------ | ------ | ------ | ------ | ------ | ------ | ------ | ------ | ------ |
| 15.883 | 16.213 | 20.239 | 21.583 | 20.615 | 21.189 | 22.223 | 21.891 | 21.458 |

## Партнерски градови
- Четраро